# Barbacenia fragrans
Barbacenia fragrans är en enhjärtbladig växtart som beskrevs av Goethart och Johannes Jan Theodoor Henrard. Barbacenia fragrans ingår i släktet Barbacenia och familjen Velloziaceae. Inga underarter finns listade.